# Липосукција
Липосукција је метода у естетској хирургији, којом се трајно и селективно одстрањује сувишно масно ткиво са одређених подручја тела. Ова процедура се изводи од средине 70-их година XX века, а велику експанзију доживљава крајем 80-их. Делови тела који се најчешће третирају су стомак, бедра, бутине, руке и подваљак.
У неким болницама је у употреби и UAL (енгл. ultrasound assisted lyposuction), односно употреба ултразвука у наведене сврхе. Ову методу је први почео да примењује италијански лекар Zocchi и ради се заправо о ултразвучном разбијању накупина масних ћелија, које се потом истискују кроз мале рупице на кожи. Показало се да ова нова метода не доноси значајније предности у односу на класичну, осим што су ожиљци нешто мањи.
У новије време постоје и друге модификације основне методе, које се односе углавном на промене промера, изгледа и осцилација каниле. Стога се често у литератури срећу термини попут микролипосукције, хидролипосукције, липоскулптурирања, тумесцентне технике и сл.
Липосукција је данас изузетно сигурна и поуздана процедура, са минималним ризицима и постоперативним компликацијама. Може да се спроводи на особама оба пола старијим од 20 година, а најбоље резултате показује у раздобљу од 25 до 50 година старости. Користи се како за одстрањивање масног ткива, тако и целулита и липома (доброћудних тумора), за преобликовање делова тела, за гинекомастију (уваћање груди код мушкараца) итд.
Липосукција није првенствено метода мршављења, али је доказано да након овог захвата особе лакше настављају са дијетом и брже губе на тежини. Понекад је индиковано да се поступак изводи и из чисто здравствених разлога, поготово код претерано гојазних особа. Ово је ипак једна од најтраженијих естетских операција широм света, најчешће усмерена на оне делове тела на којима се масне наслаге упорно задржавају и где друге методе на дају задовољавајуће резултате.